# Холуй (Ивановская область)
Хо́луй — село (с 1946 до 2004 гг. — посёлок городского типа) в Южском районе Ивановской области России. Административный центр Холуйского сельского поселения. Известно как центр холуйской миниатюры.

## Происхождение названия
Существует несколько этимологических версий. По одной из них название происходит от одноимённого хо́луйского промысла, которым славилось селение, основанное бежавшими от монголо-татар суздальцами, и обосновавшимися там, где сооружались «хо́луи на Тезе». По мнению краеведов «хо́луем» на Руси называлась плетёная из ивняка запруда для ловли рыбы (сетка), с помощью которой перегораживали реку наискосок, и, не на всю её ширину. Согласно другой версии, русского этнографа XIX в. Максимова С. В., слово «хо́луй» означает берег реки, к которому течением приносит песок, различный мусор и целые деревья, и что в этом значении слово «хо́луй» сохранилось на Севере, в то время как в самом Хо́луе это его значение забыто и утрачено.

## История
По преданию, основателями Холуя были беженцы из Суздаля, спасавшиеся от татарского нашествия в непроходимых болотистых зарослях вдоль реки Тезы. Исторические письменные источники свидетельствуют, о существовании Холуйской слободы в первой половине XVI века. В грамоте Ивана Грозного 1546 года «Об освобождении от пошлин соляных варниц Троицко-Сергиевского монастыря» записано: «… у них у новыя соли на Холую… варницы и трубы и дворы».
В 1612 году холуйцы принимали участие в ополчении Минина и Пожарского при освобождении Москвы от польской интервенции. «Холуй-посадец», пожалованный Пожарскому царём, переходил последовательно во владения Троице-Сергиевой лавры. Известно, что в 1688 году слобода во владении князя Алексея Андреевича Голицына, но в том же году поступила в вотчину стольника князя Михаила Ивановича Куракина.
В 1674 году Холуйская слобода упоминается в составе Суздальского уезда.
По переписным книгам 1678 года в слободе 118 дворов и 325 душ мужского пола; главные промыслы жителей иконописание и строчевышивание. Во времена царствования Петра I на реке Тезе была устроена система простейших шлюзов, действовавшая до 1731 г., когда судоходство было прекращено из-за постройки мельниц.
В XVIII веке, с образованием Владимирской губернии, Холуй вошёл в состав Вязниковского уезда.
В 1837 году вновь открылось судоходство по Тезе, для чего были устроены пять деревянных шлюзов; один из них, на окраине Холуя, действует до настоящего времени. Количество ярмарок сразу выросло от двух до пяти, и для их проведения в слободе был сооружён постоянный деревянный гостиный двор на 300 мест — всего 14 корпусов.
По сведениям 1856 года — в слободе 900 жителей, 568 из них принадлежали графине Бобринской, а 332 были казёнными крестьянами. После Крестьянской реформы и отмены крепостного права «графские люди» превратились в государственных крестьян, не имевших земли.
К тому времени Холуй уже получил известность как торговое село — здесь ежегодно проводились четыре ярмарки, включённые в торговую цепь: Нижний Новгород — Мстёра — Холуй. В ярмарочные дни в Холуе открывали свои двери гостиный двор на 300 лавок и до 100 балаганов и ларьков по обоим берегам Тезы. Наряду с этим Холуй славился и как центр производства дешёвых, «расхожих» икон, распространявшихся офенями и коробейниками по Российской империи.
В 1946 году Холую был присвоен особый статус — рабочий посёлок, но в 2004 году был преобразован в сельский населённый пункт. C 2002 года Холуй входил в перечень исторических поселений России, но в 2010 году был лишён данного статуса.

## Население
| 1859  | 1897  | 1905  | 1959  | 1970  | 1979  | 1989  |
| ----- | ----- | ----- | ----- | ----- | ----- | ----- |
| 2172  | ↗2219 | ↗2603 | ↘1734 | ↘1486 | ↘1296 | ↗1355 |
| 2002  | 2010  |       |       |       |       |       |
| ↘1031 | ↘855  |       |       |       |       |       |

## Улицы Холуя
- ул. Парилова,
- ул. Пионерская,
- ул. Пролетарская,
- ул. Первомайская,
- Первомайский переулок,
- ул. Кавказ,
- ул. Красноармейская,
- ул. Комсомольская,
- ул. Карла Маркса,
- ул. Кооперативная,
- ул. Льва Толстого,
- ул. Набережная 1-я,
- ул. Набережная 2-я,
- ул. Западная,
- ул. Полевая,
- ул. Луговая,
- ул. Московская,
- ул. Молодежная,
- Школьный переулок,
- ул. Парижской Коммуны,
- ул. Фрунзе,
- ул. Субботина,
- ул. Советская,
- ул. 8 Марта,
- ул. Труда,
- ул. Южная,
- ул. Северная.

## Народный промысел
Иконописцы Холуя упоминаются в писцовых книгах 1628—1661 годов. О холуйских иконах говорится в царском указе 1667 года: «поселяне, не разумеющие почтения книг божественного писания, пишут святыя иконы безо всякого рассуждения и страха». Действительно, холуйцы, в отличие от мстёрцев и палешан, легко отступали от строгих канонов иконописания, вносили в изображения черты народного лубка. Искусствоведы отмечают, что в скорописных холуйских иконах в большей мере, чем в мстёрских и палехских, улавливаются глубинные народные владимиро-суздальские традиции. В середине XIX века в год создавалось до 2 миллионов икон.
После революции 1917 года иконопись была вытеснена лаковой миниатюрой. Холуй стал одним из четырёх центров лаковой миниатюрной живописи на папье-маше. В 1928 году холуйские мастера составили филиал мстёрской артели, а в 1934-м выделились в самостоятельную артель.
В 1935 году в Холуе была организована художественная школа по обучению живописному мастерству, унаследовавшая традиции обучения, а в 1943 году — Холуйская художественная профшкола, которая позднее — в 1989 году — преобразована в Холуйское художественное училище миниатюрной живописи, ныне — Холуйское художественное училище имени Н. Н. Харламова, являющееся центром художественного образования в Холуе и важнейшим стимулом развития культурной жизни и сохранения традиции.

## Достопримечательности
- Храмовый комплекс расположен в центре села, на левом (северном) берегу Тезы и состоит из летней церкви Троицы Живоначальной[17][18] и зимней церкви Введения Богородицы во Храм[19] и сторожки, окружённых оградой с угловой башенкой, двумя часовнями и воротами. Церковь Троицы (из кирпича) построена в 1748—1750 годах на средства прихожан и пожертвования епископа Астраханского Мефодия — уроженца Холуя, «иждивением» его же в 1775 году сооружена и зимняя церковь Введения[20].
- Шлюз Тезинской судоходной системы: памятник инженерно-технической мысли XVIII века[21].
- Государственный музей холуйского искусства (год основания 1959)[22].
- Часовня во имя святого благоверного великого князя Александра Невского[23] и набережная Дмитрия Пожарского[24].